# Pholoides asperus
Pholoides asperus är en ringmaskart som först beskrevs av Johnson 1897.  Pholoides asperus ingår i släktet Pholoides och familjen Pholoidae. Inga underarter finns listade i Catalogue of Life.